# 발렌티나 디우프
발렌티나 디우프(이탈리아어: Valentina Diouf, 1993년 1월 10일 ~ )는 이탈리아의 배구 선수이다. 2019년부터 2년 동안 대전 KGC인삼공사 배구단 소속 선수였다.

## 생애
이탈리아 밀라노에서 세네갈 출신 아버지와 이탈리아 출신 어머니 사이에서 태어났다.

## 선수 시절
V리그 2019-20 시즌 외국인 선수 전체 1순위로 대전 KGC인삼공사에 입단한다.